# Altlengbach

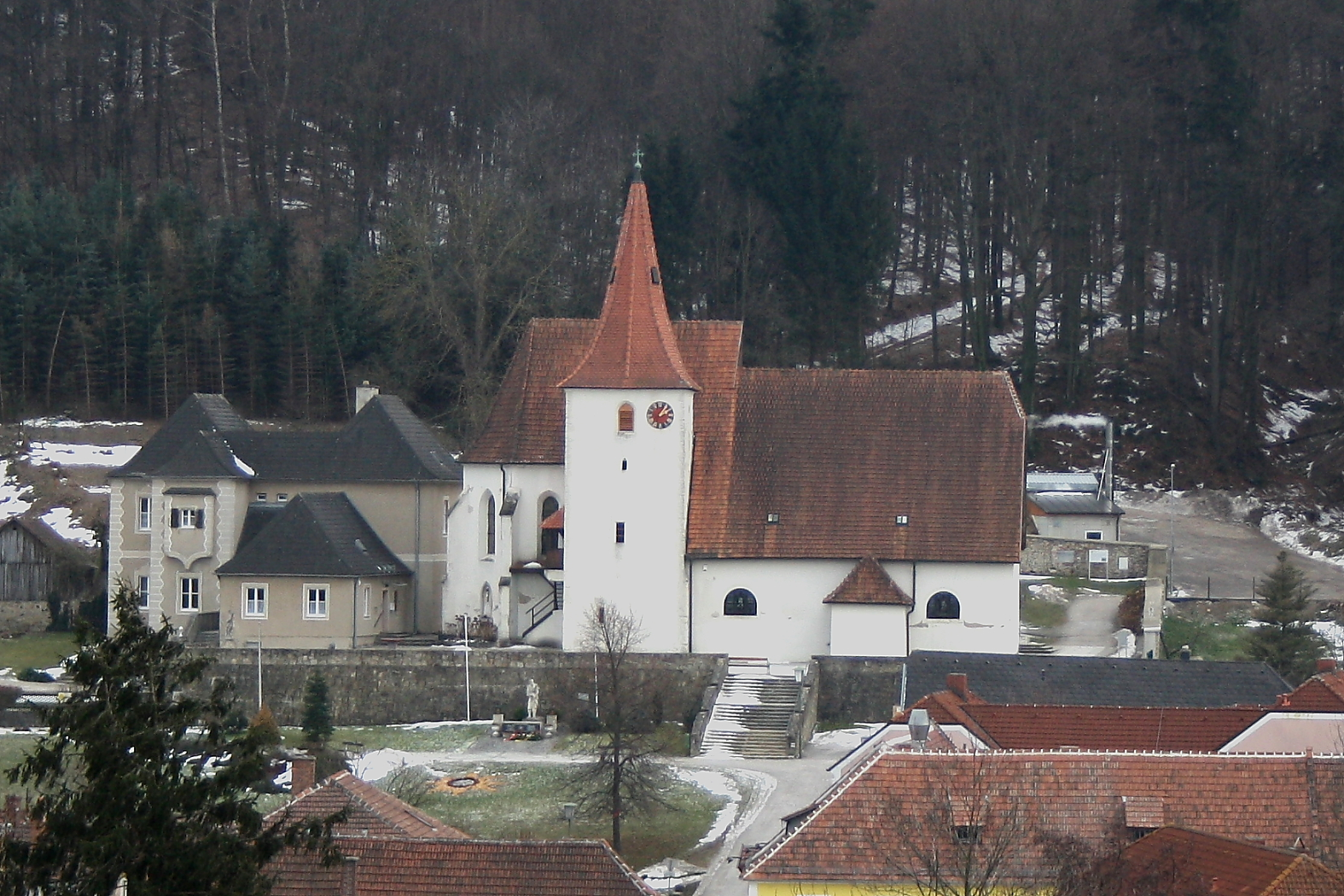
Zentrum mit Pfarrkirche und Pfarrhof (ehemaliges Schloss)

Altlengbach ist eine Marktgemeinde mit 3265 Einwohnern (Stand 1. Jänner 2025) im Bezirk St. Pölten in Niederösterreich.

## Geografie
Altlengbach liegt im Mostviertel in Niederösterreich und ist Teil des Wienerwaldes. Die Grenze im Westen bildet der Laabenbach. Dieser fließt im Nordwesten in einer Höhe von 240 Meter. Nach Süden und Osten steigt das Land auf über 500 Meter an, die höchsten Erhebungen sind Freiung (616 m) und Hasenriegel (628 m).
Die Fläche der Marktgemeinde umfasst 35,59 Quadratkilometer. Davon sind 40 Prozent landwirtschaftliche Nutzfläche und 49 Prozent sind bewaldet.
Altlengbach ist Mitglied der Wienerwald Initiativ Region.

### Gemeindegliederung
Das Gemeindegebiet umfasst folgende 26 Ortsteile (in Klammern Einwohnerzahl Stand 1. Jänner 2025):
- Altlengbach (1168) samt Prinzbach
- Audorf (47)
- Außerfurth (118) samt Reitermühle
- Gottleitsberg (12)
- Großenberg (19)
- Gschaid (68)
- Haagen (13)
- Hart (59)
- Hocheichberg (61)
- Höfer (10)
- Innerfurth (64)
- Kienberg (27)
- Kleinberg (12)
- Kogl (24)
- Leitsberg (129)
- Lengbachl (217) samt Lengbachl-Klara Höhe
- Linden (76)
- Maiß (207) samt Kaltenberg und Steineckl
- Manzing (6)
- Nest (64)
- Öd (8)
- Ödengraben (36)
- Pamet (4)
- Schoderleh (79)
- Steinhäusl (534)
- Unterthurm (203)

Die Gemeinde besteht aus der Katastralgemeinde Altlengbach.

### Nachbargemeinden
| Neulengbach           |                                             | Maria Anzbach |
| Neustift-Innermanzing | Kompassrose, die auf Nachbargemeinden zeigt | Eichgraben    |
| Brand-Laaben          | Klausen-Leopoldsdorf (BN)                   | Pressbaum     |

## Geschichte
Im Altertum war das Gebiet Teil der Provinz Noricum.
Hügelgräber aus der Römerzeit, die nördlich des Marktes gefunden wurden, weisen auf eine Besiedlung im ersten nachchristlichen Jahrhundert hin.
Um 1150 wurde Altlengbach als Kirchweiler urkundlich erwähnt. Zu dieser Zeit war das Gebiet im Besitz der Herren von Lengbach, einer österreichischen Hochadelsfamilie. Diese siedelten 1192 in eine neue errichtete Burg in Neulengbach.
Im Jahr 1529 kommt es in Altlengbach, Prinzbach, Gschaid, Pamet, Windpichl und Hart zu Zerstörungen durch die Türken während der Belagerung von Wien; die Brandstätten werden im Gewährbuch der Pfarre Altlengbach erwähnt. Am 15./16. September 1590 wird Altlengbach durch das starke Erdbeben erschüttert, dabei kommt es zur Zerstörung der Ortschaft Unterthurm und schweren Schäden an der Burg Thurm.
Bis zur Aufhebung der Grundherrschaften 1848 war Altlengbach Sitz einer eigenen Herrschaft. Die Ortsgemeinde wurde 1850 gebildet. Laut Adressbuch von Österreich waren im Jahr 1938 in Altlengbach ein Arzt, ein Verkehrsunternehmer, zwei Bäcker, ein Baustoffhändler, zwei Bauunternehmer, drei Binder, ein Drechsler, zwei Fleischer, zwei Friseure, zwei Fuhrwerksunternehmer, zehn Gastwirte, fünf Gemischtwarenhändler, vier Holzhändler, ein Landmaschinenhändler, ein Maurermeister, ein Rauchfangkehrer, vier Schmiede, drei Schneider und vier Schneiderinnen, vier Schuster, zwei Trafikanten, ein Tischler, vier Wagner, zwei Zimmermeister und mehrere Landwirte ansässig. Weiters gab es im Ort drei Sägewerke, einen Steinbruch und den Spar- und Darlehenskassenverein für Altlengbach und Umgebung
Am 14. Juni 1980 wurde die Ortsgemeinde Altlengbach zur Marktgemeinde erhoben.

### Einwohnerentwicklung
Nach dem Ergebnis der Volkszählung 2011 gab es 2725 Einwohner, 2001 2791 Einwohner. 1991 hatte die Marktgemeinde 2670 Einwohner, 1981 2108 und im Jahr 1971 1828 Einwohner. Der Einwohnerzuwachs erklärt sich einerseits durch die rege Bautätigkeit gemeinnütziger Genossenschaften, sowie auch durch die Zureise von Städtern, die im Grünen leben wollen.

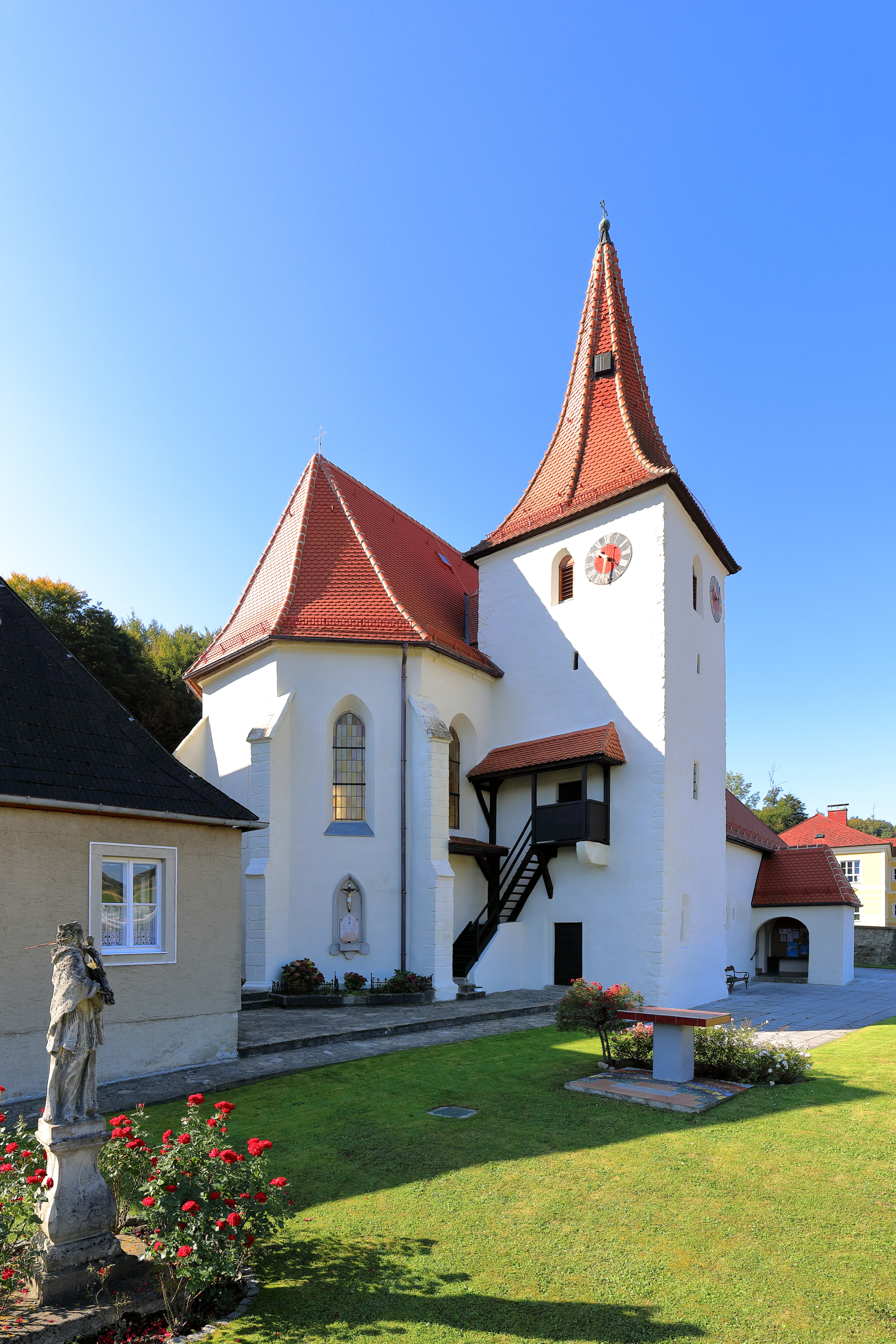
Pfarrkirche Altlengbach

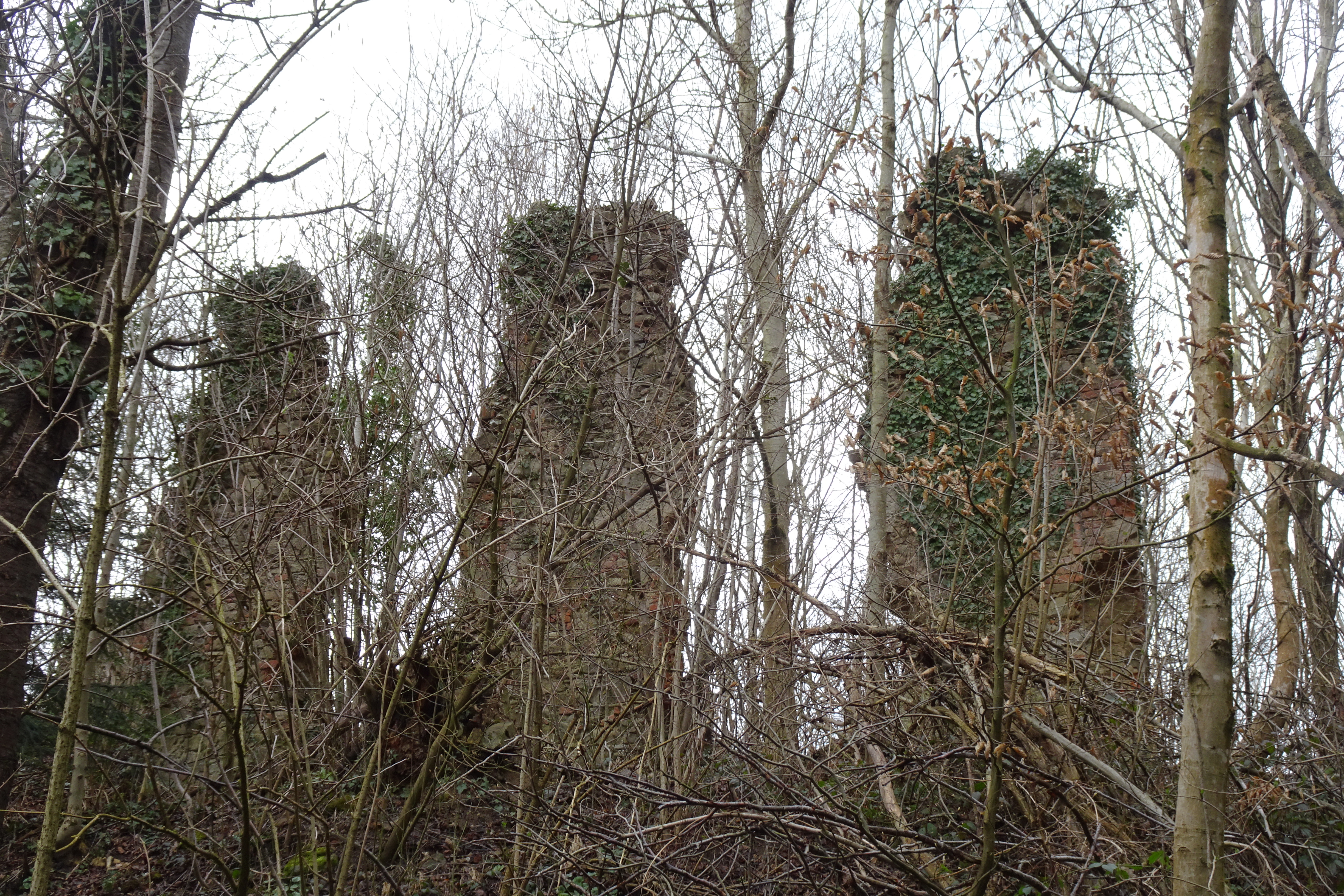
Die Burgruine

| Altlengbach: Einwohnerzahlen von 1869 bis 2025      | Altlengbach: Einwohnerzahlen von 1869 bis 2025 | Altlengbach: Einwohnerzahlen von 1869 bis 2025 | Altlengbach: Einwohnerzahlen von 1869 bis 2025 | Altlengbach: Einwohnerzahlen von 1869 bis 2025 |
| --------------------------------------------------- | ---------------------------------------------- | ---------------------------------------------- | ---------------------------------------------- | ---------------------------------------------- |
| Jahr                                                |                                                |                                                |                                                | Einwohner                                      |
| 1869                                                | 1869                                           |                                                | 1.788                                          | 1.788                                          |
| 1880                                                | 1880                                           |                                                | 1.795                                          | 1.795                                          |
| 1890                                                | 1890                                           |                                                | 1.817                                          | 1.817                                          |
| 1900                                                | 1900                                           |                                                | 2.022                                          | 2.022                                          |
| 1910                                                | 1910                                           |                                                | 2.198                                          | 2.198                                          |
| 1923                                                | 1923                                           |                                                | 1.996                                          | 1.996                                          |
| 1934                                                | 1934                                           |                                                | 2.008                                          | 2.008                                          |
| 1939                                                | 1939                                           |                                                | 2.215                                          | 2.215                                          |
| 1951                                                | 1951                                           |                                                | 1.894                                          | 1.894                                          |
| 1961                                                | 1961                                           |                                                | 1.718                                          | 1.718                                          |
| 1971                                                | 1971                                           |                                                | 1.828                                          | 1.828                                          |
| 1981                                                | 1981                                           |                                                | 2.108                                          | 2.108                                          |
| 1991                                                | 1991                                           |                                                | 2.670                                          | 2.670                                          |
| 2001                                                | 2001                                           |                                                | 2.791                                          | 2.791                                          |
| 2011                                                | 2011                                           |                                                | 2.725                                          | 2.725                                          |
| 2021                                                | 2021                                           |                                                | 3.172                                          | 3.172                                          |
| 2025                                                | 2025                                           |                                                | 3.265                                          | 3.265                                          |
| Quelle(n): Statistik Austria, Gebietsstand 1.1.2021 |                                                |                                                |                                                |                                                |

## Kultur und Sehenswürdigkeiten
- Pfarrkirche Altlengbach: Die Kirche ist Teil einer Burg-Kirchen-Anlage. Das Langhaus ist dreischiffig und dreijochig. Der Bereich des Mittelschiffes hat einen romanischen Ursprung, die Erweiterung durch Zubau der Seitenschiffe dürften im 14. Jahrhundert erfolgt sein. Der überhöhte Chor mit einem 5/8-Schluss und gestuften Strebepfeilern stammt aus dem 13. Jahrhundert.[8]
- Burgruine Altlengbach: Die Burg wurde um 1400 errichtet, aber bereits 1470 als öde bezeichnet. Die später barockisierte Burg wurde von den Osmanen zerstört und nicht wieder aufgebaut. Sie befindet sich in einem Waldstück südwestlich des Ortszentrums. Sichtbare Überreste gibt es von der fast quadratischen Hochburg, östlich davon war eine rechteckige Vorburg vorgelagert.

## Wirtschaft und Infrastruktur
In den letzten Jahrzehnten wurden die Vorteile des Wirtschaftsstandortes Altlengbach, so etwa die optimale Anbindung an die Autobahn und die attraktiven Grundstückspreise, wieder erkannt, worauf sich überdurchschnittlich viele Betriebe in der Region angesiedelt haben.

### Wirtschaftssektoren
Von den 96 landwirtschaftlichen Betrieben des Jahres 2010 waren 30 Haupterwerbsbauern. Diese bewirtschafteten 57 Prozent der Flächen. Im Produktionssektor arbeiteten 73 Erwerbstätige im Bereich Herstellung von Waren, 63 in der Bauwirtschaft und 14 in der Wasserver- und Abfallentsorgung. Die wichtigsten Arbeitgeber des Dienstleistungssektors waren die Bereiche soziale und öffentliche Dienste (133), Grundstücks- und Wohnungswesen (100), Handel (74), Beherbergung und Gastronomie (68) und Verkehr (57 Mitarbeiter).
| Wirtschaftssektor            | Anzahl Betriebe | Anzahl Betriebe | Erwerbstätige | Erwerbstätige |
| Wirtschaftssektor            | 2011            | 2001            | 2011          | 2001          |
| ---------------------------- | --------------- | --------------- | ------------- | ------------- |
| Land- und Forstwirtschaft 1) | 96              | 108             | 78            | 81            |
| Produktion                   | 27              | 24              | 150           | 238           |
| Dienstleistung               | 153             | 89              | 504           | 396           |

1) Betriebe mit Fläche in den Jahren 2010 und 1999

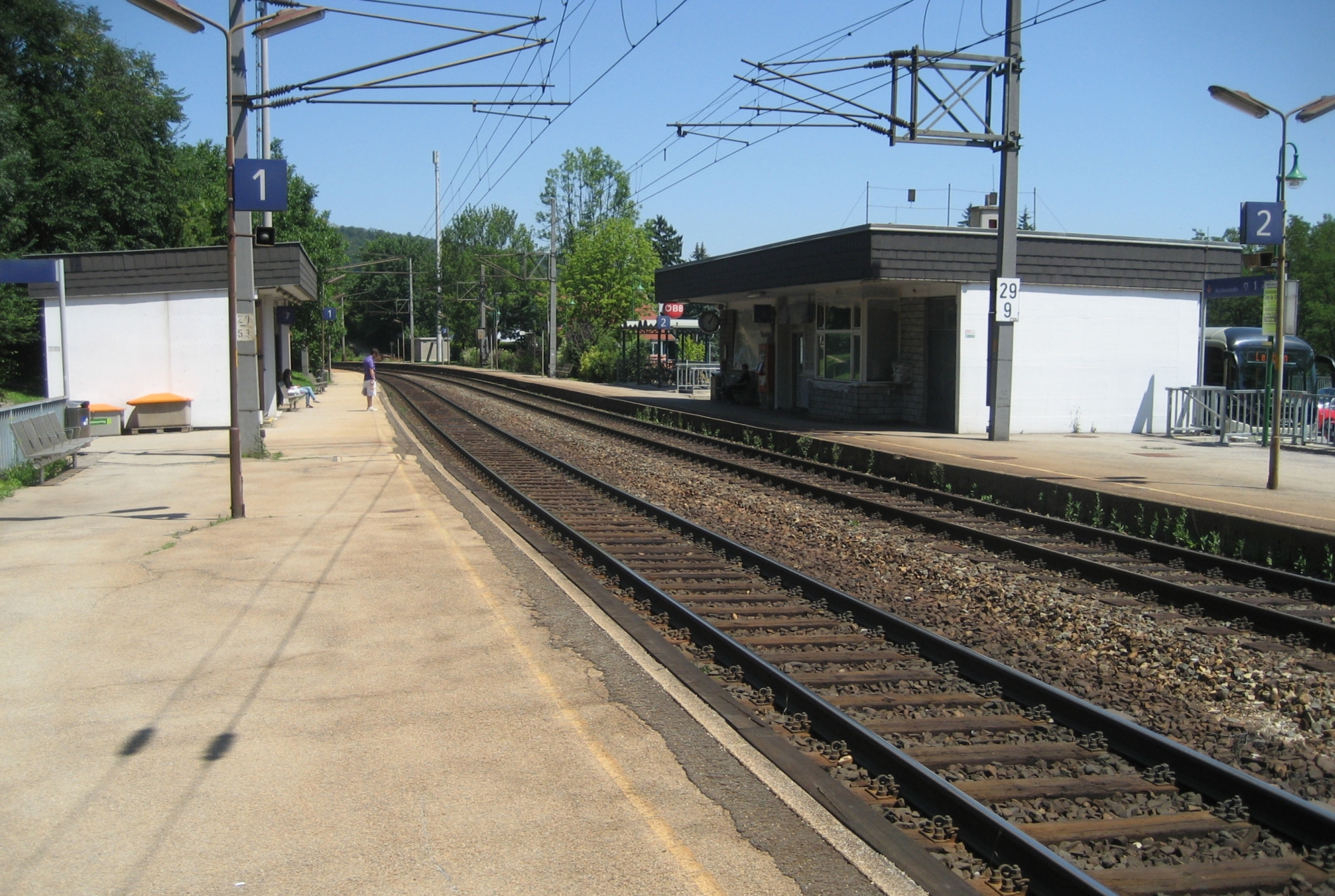
Bahnhof Eichgraben-Altlengbach

### Verkehr
- Eisenbahn: Knapp nördlich des Gemeindegebietes verläuft die Westbahn. Der Bahnhof Eichgraben-Altlengbach ist 5 Kilometer vom Ortszentrum entfernt[12] und bietet halbstündliche Verbindungen nach Wien und St. Pölten.[13]
- Straße: Quer durch die Gemeinde verläuft die West Autobahn A1 mit der Abfahrt Altlengbach.

### Öffentliche Einrichtungen
In der Marktgemeinde Altlengbach gibt es zwei Landeskindergärten, eine Volksschule und eine Mittelschule. Ebenso gibt es eine Krabbelstube und eine Musikschule welche in Kooperation mit den Gemeinden Brand-Laaben und Neustift-Innermanzing betrieben werden.
Darüber hinaus ist in Altlengbach eine Polizeiinspektion, eine Autobahnpolizeiinspektion eine Dienststelle des Arbeiter-Samariter-Bunds-Österreich sowie eine Freiwillige Feuerwehr angesiedelt.

## Politik

### Gemeinderat

#### Sitzverteilung im Gemeinderat nach den Wahlen
- Gemeinderatswahlen in Niederösterreich 1990: SPÖ 13, ÖVP 8.
- Gemeinderatswahlen in Niederösterreich 1995: SPÖ 11, ÖVP 7, FPÖ 2, LIF 1.[16]
- Gemeinderatswahlen in Niederösterreich 2000: SPÖ 13, ÖVP 8.[17]
- Gemeinderatswahlen in Niederösterreich 2005: SPÖ 11, ÖVP 10.[18]
- Gemeinderatswahlen in Niederösterreich 2010: SPÖ 12, ÖVP 8, FPÖ 1.[19]
- Gemeinderatswahlen in Niederösterreich 2015: ÖVP 10, SPÖ 10, FPÖ 1.[20]
- Gemeinderatswahlen in Niederösterreich 2020: ÖVP 13, SPÖ 7, FPÖ 1.[21]
- Gemeinderatswahlen in Niederösterreich 2025: ÖVP 14, SPÖ 4, FPÖ 3, Grüne 2.[22]

### Bürgermeister
- 2003–2015 Wolfgang Luftensteiner (SPÖ)
- seit 2015 Michael Göschelbauer (ÖVP)[23]

### Wappen
Mit 19. August 1969 verlieh die Niederösterreichische Landesregierung Altlengbach dieses Wappen. Die vom Gemeinderat eingereichten Gemeindefarben Blau-Gelb-Schwarz wurden genehmigt.
| Wappen von Altlengbach | Blasonierung: „Unter einem blauen mit zwei Reihen goldener Eisenhüte belegten Schildeshaupt, ein von Gold auf Schwarz gespaltener Schild, dessen vorderes Feld über einem blauen Wellenband eine grüne mit Wurzeln versehene Tanne zeigt und dessen rückwärtiges Feld mit einer goldenen Harfe belegt ist.“ |
| Wappen von Altlengbach | |

## Persönlichkeiten
Ehrenbürger der Gemeinde
- Michael Häupl (* 1949 in Altlengbach), ehemaliger Bürgermeister und Landeshauptmann von Wien

Personen mit Bezug zur Gemeinde
- Die Volksschauspielerin Sissy Löwinger ließ sich im Ort nieder.
- Der Komödiant Götz Kauffmann verbrachte seine Kindheit in Altlengbach.
- Der Komponist Erwin Trojan lebte von 1933 bis zu seinem Tod im Jahr 1957 in Altlengbach.
- Der Künstler Ernst Eck, Mitglied der Wiener Secession, wurde 1879 hier geboren.